# Galop (chód)

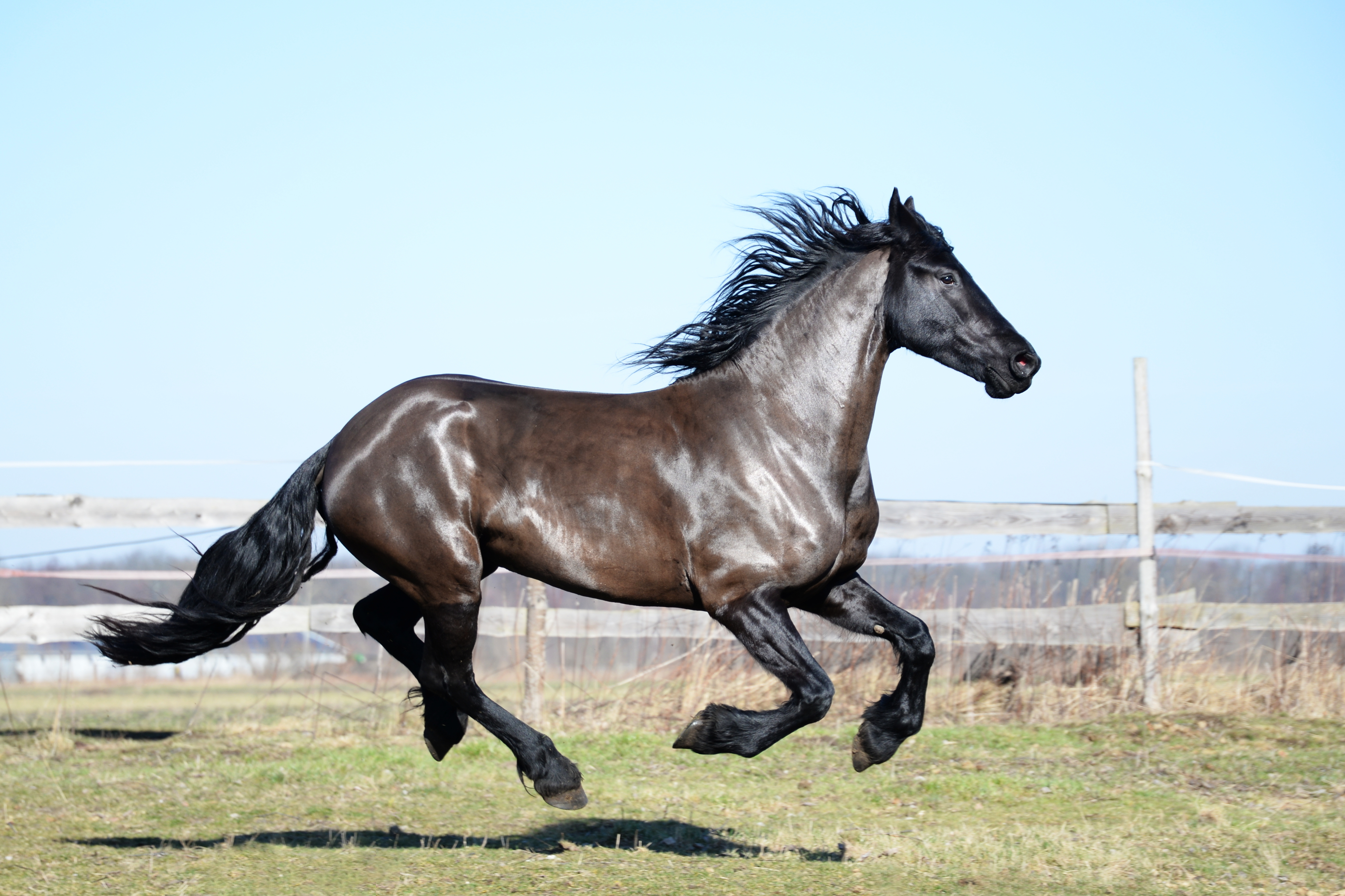
Koń w galopie podczas fazy zawieszenia. Żadna z nóg nie dotyka podłoża. W następnym kroku zwierzę postawi na ziemi prawą tylną kończynę.

Galop (ang. canter) – najszybszy chód zwierząt czworonożnych. Dwie nogi tylne lub przednie dotykają podłoża prawie równocześnie, a kręgosłup wygina się w górę i dół. Jest to sposób chodu szybki (zwykle około czterokrotnie szybszy od kłusa, ale mało stabilny. Dlatego bardzo duże ssaki (żyrafy, słonie) nie stosują tej metody, a duże (konie) potrzebują do niej twardego i równego podłoża. Jest natomiast często stosowana przez małe ssaki. Zmodyfikowanym galopem są skoki zajęcy. Ruch ten wymaga sprężystego kręgosłupa, więc jest stosowany głównie przez ssaki, czy nieduże krokodyle. W hippice jako rodzaj galopu wyróżnia się cwał.